# Les Météorites (film)
Pour plus de détails, voir Fiche technique et Distribution.
Les Météorites est un film français réalisé par Romain Laguna et sorti en 2018.

## Fiche technique
- Titre : Les Météorites
- Réalisation : Romain Laguna
- Scénario : Romain Laguna et Salvatore Lista
- Photographie : Aurélien Marra
- Costumes : Laëtita Pommier
- Décors : Guillaume Landron
- Son : Gaël Eléon
- Montage : Héloïse Pelloquet
- Production : Les Films du clan
- SOFICA : Cinéventure 3
- Distribution : KMBO
- Tournage : du 14 août au 27 septembre 2017 (Mèze - Lac du Salagou - Mons-la-Trivalle - Port-La Nouvelle)
- Pays :  France
- Durée : 85 minutes
- Dates de sortie : 
  - France - 23 octobre 2018 (présentation au Festival du cinéma méditerranéen de Montpellier)
  - France - 8 mai 2019 (sortie nationale)

## Distribution
- Zéa Duprez
- Billal Agab
- Oumaima Lyamouri
- Nathan Le Graciet

## Sélections
- Festival du cinéma méditerranéen de Montpellier 2018[1]
- Festival international du film de Saint-Sébastien 2018[2]